# 楊虎城
楊 虎城（よう こじょう、1893年11月26日〈光緒19年10月19日〉 - 1949年〈民国38年〉9月6日）は中華民国の軍人。張学良とともに西安事件を主導した。名は忠祥。号は当初虎臣であったが、後に虎城と改めた。一般に号で知られる。

## 生涯
1893年に陝西省に生まれた。
1924年に孫文の紹介で中国国民党に入党し、陝西省での党活動に携わり、第一次国共合作が解消した1927年には中国共産党にも入党申請していた。
1929年からは南京国民政府を率いる反共主義者の蔣介石に従い、1930年には陝西省政府主席と西北綏靖公署主任に就任し、中国西北部の軍閥の中心人物となり、その指揮する国民革命軍の第十七路軍は「西北軍」「小西北軍」と呼ばれた。しかし、楊虎城は蔣介石の方針である「安内攘外」に疑問を持ち、1935年末に発生した一二・九運動では運動に参加した学生側に理解を示し、反共より抗日を重視する張学良に接近していった。1936年、蔣介石に対して、張学良とともにクーデタを決行（西安事件）し、国民党と共産党の間の国共内戦を収拾させた。この後楊虎城は一時的に国外へ逃れる。
1937年に日中戦争が勃発すると、12月に抗日救国のため帰国したが、妻らとともに蔣介石の指示で戴笠に捕らえられた。12年間各地で監禁され、妻は虐待の果てに1947年に病死した。楊虎城は、監禁中に生まれた娘らとともに、政治犯収容のためにアメリカと国民党政府が設置した重慶の白公館監獄に移送され、重慶解放（1949年11月）前の9月6日に、蔣介石の命令で本人、幼い娘、秘書ら6人すべて惨殺され、埋められた。重慶を解放した中国人民解放軍第2野戦軍によって遺体が発見され、葬儀が行われた。中華人民共和国陝西省西安市長安区の“楊虎城将軍烈士陵園”内に葬られ、中国共産党からは英雄と評価されることとなった。

## その他
2005年、台湾の政治家である連戦（中国国民党）が中華人民共和国を訪問した際、楊虎城の子孫が連戦に書簡を送り、楊虎城のためにも両党の関係改善を進めるべきと訴えている。

## 注
1. ↑  徐友春主編『民国人物大辞典 増訂版』による。胡必林「楊虎城」は、同年11月20日とする。
2. ↑  王禹廷：《細說西安事變》，台北：傳記文學出版社，1989年10月1日
3. ↑  秦子：〈杨虎城曾想把17路军改编成红军〉，人民网，北京：人民日報社，2006-12-06
4. ↑  畢萬聞：〈楊虎城生前死後〉，刊《明報月刊》，香港：明報雜誌有限公司，1994年6月號
5. ↑  李新總主編，中國社會科學院近代史研究所中華民國史研究室編，周天度、鄭則民、齊福霖、李義彬等著，《中華民國史》第八卷，北京：中華書局，2011年7月
6. ↑  “二万五千里长征胜利：全靠杨虎城送密电码”.   网易 (2014年1月15日). 2019年9月4日閲覧。